# Carta di valorizzazione del territorio
La Carta di valorizzazione del territorio è uno strumento studiato per migliorare la qualità dell'offerta turistica di una determinata area. 
Tale miglioramento è perseguibile adottando delle linee guida nelle quali sono riportati i requisiti minimi che un soggetto erogatore (albergo, ristorante, agenzia di incoming ecc.) deve rispettare per garantire all'utente un servizio di qualità.
Alla base della Carta di valorizzazione del territorio si pone la capacità di "fare sistema" di tutti gli operatori, pubblici e privati, che insistono sul territorio stesso.